# Formel-Renault-3.5-Saison 2010
Die Formel-Renault-3.5-Saison 2010 war die 13. Saison der Formel Renault 3.5, der Hauptserie der World Series by Renault. Sie begann am 17. April in Alcañiz und endete am 10. Oktober in Barcelona. Michail Aljoschin gewann den Meistertitel der Fahrer. Tech 1 Racing gewann die Teamwertung.

## Regeländerungen

### Technische Änderungen
- Die Drehzahl der Motoren wurde von 8200/min auf 8500/min erhöht.[1]
- Boost control wurde verboten.[1]

### Sportliche Änderungen
- Die freien Trainings am Freitag dauerten nun 75 Minuten anstatt 60 Minuten im Vorjahr.[1]
- Die Startaufstellung des zweiten Rennens wurde nicht mehr über das Super-Pole-Verfahren bestimmt. Für jedes Rennen (außer das in Monte Carlo) fanden je zwei 30-minütige Qualifyings statt. Die beiden Rennen dauerten 44 Minuten + eine Runde.[1]
- Am Samstag traten alle Autos mit einer „Light-aerodynamic“-Konfiguration an. Die Konfiguration wurde von Renault Sport Technologies festgelegt.[1]

## Starterfeld
Alle Teams verwendeten Dallara-Chassis und Renault-V6-Motoren.
| Team                      | Auto # | Fahrer            | Rennwochenende  |
| ------------------------- | ------ | ----------------- | --------------- |
| International DracoRacing | 1      | Nathanaël Berthon | 1–9             |
| International DracoRacing | 2      | Julian Leal       | 1–9             |
| Carlin                    | 3      | Michail Aljoschin | 1–9             |
| Carlin                    | 4      | Jake Rosenzweig   | 1–9             |
| P1 Motorsport             | 5      | Walter Grubmüller | 1–9             |
| P1 Motorsport             | 6      | Jan Charouz       | 1–7, 9          |
| P1 Motorsport             | 6      | Brendon Hartley   | 8               |
| Tech 1 Racing             | 7      | Brendon Hartley   | 1–6             |
| Tech 1 Racing             | 7      | Jean-Éric Vergne  | 7, 8, 9         |
| Tech 1 Racing             | 8      | Daniel Ricciardo  | 1–9             |
| Junior Lotus Racing       | 9      | Daniil Mowe       | 1–8             |
| Junior Lotus Racing       | 9      | Dean Stoneman     | 9               |
| Junior Lotus Racing       | 10     | Nelson Panciatici | 1–9             |
| Pons Racing               | 11     | Federico Leo      | 1–9             |
| Pons Racing               | 12     | Daniel Zampieri   | 1–9             |
| Epsilon Euskadi           | 15     | Albert Costa      | 1–9             |
| Epsilon Euskadi           | 16     | Keisuke Kunimoto  | 1–9             |
| Comtec Racing             | 17     | Greg Mansell      | 1–9             |
| Comtec Racing             | 18     | Stefano Coletti   | 1–9             |
| Fortec Motorsport         | 23     | Sten Pentus       | 1–9             |
| Fortec Motorsport         | 24     | Jon Lancaster     | 1–9             |
| ISR Racing                | 25     | Esteban Guerrieri | 1, 2, 4, 5, 7–9 |
| ISR Racing                | 25     | Alexander Rossi   | 3               |
| ISR Racing                | 26     | Filip Salaquarda  | 1–5, 7–9        |
| KMP Racing                | 27     | Anton Nebylizki   | 1–9             |
| KMP Racing                | 28     | Víctor García     | 1–9             |
| FHV Interwetten.com       | 29     | Bruno Méndez      | 1–8             |
| FHV Interwetten.com       | 29     | Salvador Durán    | 9               |
| FHV Interwetten.com       | 29     | Sergio Canamasas  | 1–9             |

### Änderungen bei den Fahrern
Die folgende Auflistung enthält alle Fahrer, die an der Formel-Renault-3.5-Saison 2009 teilgenommen haben und in der Saison 2010 nicht für dasselbe Team wie 2009 starten.
Fahrer, die ihr Team gewechselt haben:
- Stefano Coletti: Prema Powerteam → Comtec Racing
- Esteban Guerrieri: RC Motorsport → ISR Racing
- Jon Lancaster: Comtec Racing → Fortec Motorsport
- Omar Leal: Prema Powerteam → International DracoRacing
- Bruno Méndez: RC Motorsport → FHV Interwetten.com
- Daniil Mowe: P1 Motorsport → Lotus Racing Junior Team
- Anton Nebylizki: KMP Group/SG Formula → KMP Racing
- Filip Salaquarda: Prema Powerteam → ISR Racing

Fahrer, die in die Formel Renault 3.5 einsteigen bzw. zurückkehren:
- Michail Aljoschin: FIA-Formel-2-Meisterschaft → Carlin
- Nathanaël Berthon: Formel Renault 2.0 Eurocup (Epsilon Euskadi) → International DracoRacing
- Sergio Canamasas: European F3 Open (EmilioDeVillota.com) → FHV Interwetten.com
- Jan Charouz: Le Mans Series (Aston Martin Racing) → P1 Motorsport
- Albert Costa: Formel Renault 2.0 Eurocup (Epsilon Euskadi) → Epsilon Euskadi
- Víctor García: Britische Formel-3-Meisterschaft (Fortec Motorsport) → KMP Racing
- Walter Grubmüller: Britische Formel-3-Meisterschaft (Hitech Racing) → P1 Motorsport
- Nelson Panciatici: GP2-Serie (Durango) → Lotus Racing Junior Team
- Jake Rosenzweig: Formel-3-Euroserie (Carlin Motorsport) → Carlin
- Alexander Rossi: Internationale Formel Master (ISR Racing) → ISR Racing
- Daniel Zampieri: Italienische Formel-3-Meisterschaft (Target Racing) → Pons Racing

Fahrer, die die Formel Renault 3.5 verlassen haben:
- Jaime Alguersuari: Carlin Motorsport → Formel 1 (Scuderia Toro Rosso)
- Bertrand Baguette: International DracoRacing → IndyCar Series (Conquest Racing)
- Marco Barba: International DracoRacing → European F3 Open (Cedars Motorsport)
- Jules Bianchi: KMP Group/SG Formula → GP2-Serie (ART Grand Prix)
- Max Chilton: Comtec Racing → GP2-Serie (Ocean Racing Technology)
- Dani Clos: Epsilon Euskadi → GP2-Serie (Racing Engineering)
- Pasquale Di Sabatino: RC Motorsport → Italienische Formel-3-Meisterschaft (Alan Racing)
- Chris van der Drift: Epsilon Euskadi → Superleague Formula (GU-Racing International)
- Fairuz Fauzy: Mofaz Racing → Formel 1 (Lotus Racing – Testfahrer)
- Tobias Hegewald: Interwetten.com Racing → GP3-Serie (RSC Mücke Motorsport)
- Michael Herck: Interwetten.com Racing → GP2-Serie (David Price Racing)
- Mihai Marinescu: Interwetten.com Racing → FIA-Formel-2-Meisterschaft
- Marcos Martínez: Pons Racing → Superleague Formula (DeVillota.com Motorsport)
- John Martin: Comtec Racing → Superleague Formula (Alpha Team)
- Miguel Molina: Tech 1 Racing → DTM (Audi)
- Guillaume Moreau: KMP Group/SG Formula → Le Mans Series (OAK Racing)
- Edoardo Mortara: Tech 1 Racing → Formel-3-Euroserie (Signature)
- Charles Pic: Tech 1 Racing → GP2-Serie (Arden International)
- Oliver Turvey: Carlin Motorsport → GP2-Serie (iSport International)
- Alberto Valerio: Comtec Racing → GP2-Serie (Scuderia Coloni)
- James Walker: P1 Motorsport → Superleague Formula (Atech Grand Prix)
- Adrian Zaugg: Interwetten.com Racing → Auto GP (Trident Racing)

Fahrer, die noch keinen Vertrag für ein Renncockpit 2010 besitzen:
- Alexandre Marsoin
- Cristiano Morgado
- Frankie Provenzano
- Harald Schlegelmilch
- Adrián Vallés

### Änderungen bei den Teams
- Ultimate Motorsport und das Prema Powerteam zogen sich aus der Formel Renault 3.5 zurück. Der Platz vom Prema Powerteam wurde von Fortec Motorsport übernommen.[19][11]
- SG Formula und KMP Racing sollten ursprünglich ab 2010 als zwei Teams antreten.[11] Allerdings zog sich SG Formula eine Woche vor Saisonbeginn aus der Serie zurück.[27] Jean-Éric Vergne und Marcos Martínez waren somit ohne Cockpit. Die Nummern des Teams (18 und 19) wurde nicht mehr neu vergeben.
- ISR Racing hat das Team RC Motorsport übernommen.[21]
- Mofaz Racing startet 2010 unter dem Namen Junior Lotus Racing.[10]
- Interwetten Racing wurde die Einschreibung unter dem Management der Motorsport Consulting GmbH verwehrt. Später wurde das Team unter dem Management der FHV GmbH als neues Team mit dem Namen FHV Interwetten.com akzeptiert. Die ursprünglichen Nummern (20 und 21) erhielt das Team jedoch nicht.[27]

### Änderungen während der Saison
- Am dritten Rennwochenende wurde Esteban Guerrieri bei ISR Racing durch Alexander Rossi ersetzt.[23] Zum vierten Rennwochenende kehrte Guerrieri in sein Cockpit zurück.
- Zum siebten Rennwochenende wurde Brendon Hartley bei Tech 1 Racing durch Jean-Éric Vergne ersetzt.[9]

## Rennen
Der Rennkalender der Saison 2010, der am 25. Oktober 2009 veröffentlicht wurde, umfasste neun Rennstrecken, auf denen jeweils zwei Rennen stattfanden. Eine Ausnahme bildete der Lauf in Monte Carlo, bei dem nur ein Rennen ausgetragen wurde. Zudem ist das Rennen in Monte Carlo das einzige, das im Rahmenprogramm der Formel 1 stattfand. Alle anderen Rennen fand im Rahmen der World Series by Renault statt.
| Nr. | Datum         | Rennstrecke       | Sieger            | Zweiter           | Dritter           |
| --- | ------------- | ----------------- | ----------------- | ----------------- | ----------------- |
| 1.  | 17. April     | Alcañiz           | Michail Aljoschin | Daniel Zampieri   | Daniel Ricciardo  |
| 2.  | 18. April     | Alcañiz           | Sten Pentus       | Daniel Ricciardo  | Nathanaël Berthon |
| 3.  | 1. Mai        | Spa-Francorchamps | Michail Aljoschin | Sten Pentus       | Stefano Coletti   |
| 4.  | 2. Mai        | Spa-Francorchamps | Esteban Guerrieri | Daniel Zampieri   | Stefano Coletti   |
| 5.  | 16. Mai       | Monte Carlo       | Daniel Ricciardo  | Michail Aljoschin | Albert Costa      |
| 6.  | 5. Juni       | Brünn             | Esteban Guerrieri | Brendon Hartley   | Anton Nebylizki   |
| 7.  | 6. Juni       | Brünn             | Esteban Guerrieri | Nathanaël Berthon | Filip Salaquarda  |
| 8.  | 19. Juni      | Magny-Cours       | Michail Aljoschin | Esteban Guerrieri | Stefano Coletti   |
| 9.  | 20. Juni      | Magny-Cours       | Nathanaël Berthon | Daniel Ricciardo  | Filip Salaquarda  |
| 10. | 3. Juli       | Mogyoród          | Daniel Ricciardo  | Michail Aljoschin | Sten Pentus       |
| 11. | 4. Juli       | Mogyoród          | Sten Pentus       | Albert Costa      | Michail Aljoschin |
| 12. | 4. September  | Hockenheim        | Daniel Ricciardo  | Esteban Guerrieri | Jon Lancaster     |
| 13. | 5. September  | Hockenheim        | Esteban Guerrieri | Stefano Coletti   | Nathanaël Berthon |
| 14. | 18. September | Silverstone       | Jean-Éric Vergne  | Albert Costa      | Stefano Coletti   |
| 15. | 19. September | Silverstone       | Esteban Guerrieri | Daniel Ricciardo  | Jean-Éric Vergne  |
| 16. | 9. Oktober    | Barcelona         | Daniel Ricciardo  | Michail Aljoschin | Jean-Éric Vergne  |
| 17. | 10. Oktober   | Barcelona         | Esteban Guerrieri | Jean-Éric Vergne  | Michail Aljoschin |

## Wertungen

### Punktesystem
Die Punkte wurden in allen Rennen nach folgendem Schema vergeben:
| Position | 1  | 2  | 3  | 4 | 5 | 6 | 7 | 8 | 9 | 10 |
| -------- | -- | -- | -- | - | - | - | - | - | - | -- |
| Punkte   | 15 | 12 | 10 | 8 | 6 | 5 | 4 | 3 | 2 | 1  |

### Fahrerwertung
| Pos. | Fahrer        | ALC | ALC | SPA | SPA | MON | BRN | BRN | MAG | MAG | HUN | HUN | HOC | HOC | SIL | SIL | CAT | CAT | Punkte |
| Pos. | Fahrer        | R1  | R2  | R1  | R2  | R1  | R1  | R2  | R1  | R2  | R1  | R2  | R1  | R2  | R1  | R2  | R1  | R2  | Punkte |
| ---- | ------------- | --- | --- | --- | --- | --- | --- | --- | --- | --- | --- | --- | --- | --- | --- | --- | --- | --- | ------ |
| 01   | M. Aljoschin  | 1   | 11  | 1   | 4   | 2   | DNF | 9   | 1   | 4   | 2   | 3   | 5   | 4   | 6   | 11  | 2   | 3   | 138    |
| 02   | D. Ricciardo  | 3   | 2   | 13  | 5   | 1   | 12  | 5   | 6   | 2   | 1   | 6   | 1   | 11  | DNF | 2   | 1   | 4   | 136    |
| 03   | E. Guerrieri  | DNF | DNF | DNS | 1   |     | 1   | 1   | 2   | 10  |     |     | 2   | 1   | DSQ | 1   | 4   | 1   | 123    |
| 04   | S. Pentus     | DNF | 1   | 2   | 13  | 6   | 6   | DNF | 7   | 8   | 3   | 1   | DNF | 6   | 15  | 7   | 13  | DNF | 78     |
| 05   | A. Costa      | DNF | 4   | 4   | 19  | 3   | 18  | 10  | 8   | 5   | 6   | 2   | 8   | 17  | 2   | 8   | 5   | 10  | 78     |
| 06   | S. Coletti    | DNF | 13  | 3   | 3   | 5   | 9   | 12  | 3   | 7   | DNF | 10  | 7   | 2   | 3   | 12  | 10  | 5   | 76     |
| 07   | N. Berthon    | DNF | 3   | DNF | 10  | DNF | 8   | 2   | 9   | 1   | DNF | 13  | 9   | 3   | DNF | DNF | 6   | 12  | 60     |
| 08   | J. Vergne     |     |     |     |     |     |     |     |     |     |     |     | 11  | 5   | 1   | 3   | 3   | 2   | 53     |
| 09   | D. Zampieri   | 2   | DNF | 12  | 2   | DNF | DNF | 15  | 5   | 11  | 13  | 4   | 4   | DSQ | EX  | 6   | DNF | DSQ | 51     |
| 10   | B. Hartley    | 6   | 6   | DNF | 6   | 4   | 2   | 6   | DNF | DNF | 4   | 9   |     |     | DNF | 15  |     |     | 50     |
| 11   | F. Salaquarda | DNF | DNF | DNS | 15  | 8   | 15  | 3   | 15  | 3   |     |     | DNF | 7   | 5   | 4   | 8   | 19  | 44     |
| 12   | N. Panciatici | 5   | 9   | DNF | DNF | 9   | 13  | 8   | 4   | 9   | 5   | 12  | DNF | 12  | 4   | 9   | 16  | 6   | 44     |
| 13   | J. Lancaster  | 4   | DNF | 9   | 7   | 7   | 10  | 7   | 10  | DNF | DNF | 22  | 3   | 8   | 13  | 17  | 14  | 9   | 39     |
| 14   | A. Nebylizki  | DNF | DNF | 10  | DNF | 17  | 3   | DNF | 11  | DNF | 10  | 7   | 10  | DNF | 7   | 5   | DNF | 7   | 31     |
| 15   | G. Mansell    | 8   | DNF | 5   | 14  | 15  | 11  | 14  | 18  | 12  | DNF | 5   | 6   | DNF | 10  | DNF | 9   | 16  | 23     |
| 16   | W. Grubmüller | 10* | 8   | 7   | 18  | 11  | 14  | 4   | DNF | 16  | 11  | 11  | DNF | DNF | DNF | 14  | 15  | 13  | 16     |
| 17   | F. Leo        | DNF | 5   | 6   | 17  | DNF | DNF | 18  | DNF | DNF | DNF | 17  | 16  | 10  | 11  | 18  | 7   | 15  | 16     |
| 18   | J. Charouz    | DNF | DSQ | 8   | 9   | 14  | 7   | 11  | 20  | 17  | 7   | 21  | DNF | 15  | INJ | INJ | DNF | 8   | 16     |
| 19   | J. Rosenzweig | 7   | 12  | 14  | 8   | 13  | 16  | 16  | 13  | 13  | 8   | 8   | DNF | DNS | 14  | 20  | 12  | 11  | 13     |
| 20   | O. Leal       | DNF | DNF | 11  | 12  | 16  | 4   | 13  | DNF | 19  | DNF | 16  | 13  | 9   | DNF | 10  | DNF | DNF | 11     |
| 21   | D. Mowe       | 9   | 7   | 16  | 20  | 10  | DNF | DNF | 12  | DNF | DNF | 14  | 17  | 16  | 9   | 19  |     |     | 9      |
| 22   | K. Kunimoto   | DNF | 14  | 15  | 16  | 18  | 5   | DNF | 16  | 18  | 9   | 15  | 12  | 13  | 12  | 13  | 11  | 18  | 8      |
| 23   | B. Méndez     | DNF | 15  | DNS | 11  | DNF | DNF | 19  | 14  | 6   | 14  | 19  | 14  | 14  | DNF | 16  |     |     | 5      |
| 24   | V. García     | DNF | 10  | DNF | DNF | 12  | DNF | 20  | 19* | 15  | 12  | 18  | DNF | 18  | 8   | 21  | DNF | DNF | 4      |
| 25   | S. Canamasas  | DNF | 16  | DNS | DNF | 19  | 17  | 17  | 17  | 14  | DNF | 20  | 15  | DNF | DNF | DNF | 17  | 17  | 0      |
| 26   | D. Stoneman   |     |     |     |     |     |     |     |     |     |     |     |     |     |     |     | 18  | 14  | 0      |
| —    | S. Durán      |     |     |     |     |     |     |     |     |     |     |     |     |     |     |     | NC  | DNF | 0      |
| —    | A. Rossi      |     |     |     |     | DNF |     |     |     |     |     |     |     |     |     |     |     |     | 0      |
| Pos. | Fahrer        | R1  | R2  | R1  | R2  | R1  | R1  | R2  | R1  | R2  | R1  | R2  | R1  | R2  | R1  | R2  | R1  | R2  | Punkte |
| Pos. | Fahrer        | ALC | ALC | SPA | SPA | MON | BRN | BRN | MAG | MAG | HUN | HUN | HOC | HOC | SIL | SIL | CAT | CAT | Punkte |

| Farbe         | Bedeutung                               |
| ------------- | --------------------------------------- |
| Gold          | Sieger                                  |
| Silber        | 2. Platz                                |
| Bronze        | 3. Platz                                |
| Grün          | Platzierung in den Punkten              |
| Blau          | Klassifiziert außerhalb der Punkteränge |
| Violett       | Rennen nicht beendet (DNF)              |
| Violett       | nicht klassifiziert (NC)                |
| Rot           | nicht qualifiziert (DNQ)                |
| Schwarz       | disqualifiziert (DSQ)                   |
| Weiß          | nicht am Start (DNS)                    |
| Weiß          | zurückgezogen (WD)                      |
| Weiß          | Rennen abgesagt (C)                     |
| ohne Farbe    | nicht am Training teilgenommen (DNP)    |
| ohne Farbe    | verletzt oder krank (INJ)               |
| ohne Farbe    | ausgeschlossen (EX)                     |
| ohne Farbe    | nicht erschienen (DNA)                  |
| fett          | Pole-Position                           |
| kursiv        | Schnellste Rennrunde                    |
| unterstrichen | WM-Führung                              |
| hochgestellt  | Platzierung im Sprintrennen             |

### Teamwertung
Stand: Saisonende
| Pos. | Team              | Punkte |
| ---- | ----------------- | ------ |
| 1.   | Tech 1 Racing     | 239    |
| 2.   | ISR Racing        | 167    |
| 3.   | Carlin            | 151    |
| 4.   | Fortec Motorsport | 117    |
| 5.   | Comtec Racing     | 99     |
| 6.   | Epsilon Euskadi   | 86     |

| Pos. | Team                      | Punkte |
| ---- | ------------------------- | ------ |
| 7.   | International DracoRacing | 71     |
| 8.   | Pons Racing               | 67     |
| 9.   | Junior Lotus Racing       | 53     |
| 10.  | KMP Racing                | 35     |
| 11.  | P1 Motorsport             | 32     |
| 12.  | FHV Interwetten.com       | 5      |